# فابیان هربرز
فابیان هربرز (انگلیسی: Fabian Herbers؛ زادهٔ ۱۷ اوت ۱۹۹۳) بازیکن فوتبال اهل آلمان است.
از باشگاه‌هایی که در آن بازی کرده‌است می‌توان به فیلادلفیا یونیون و شیکاگو فایر اشاره کرد.